# Streptochaeta spicata
Streptochaeta spicata är en gräsart som beskrevs av Heinrich Adolph Schrader och Christian Gottfried Daniel Nees von Esenbeck. Streptochaeta spicata ingår i släktet Streptochaeta och familjen gräs. Inga underarter finns listade i Catalogue of Life.